# 细穗鹅观草
细穗鹅观草（学名：Roegneria turczaninovii var. tenuiseta）为禾本科鹅观草属下的一个变种。